# غازي فيصل بن زقر
غازي بن فيصل بن سعيد بن زقر (14يناير 1964م/ 28 شعبان 1383هـ، جدة) هو سفير المملكة العربية السعودية في اليابان ، أكاديمي سعودي وعضو سابق في مجلس الشورى السعودي منذ أن تم تعيينه بأمر ملكي في 3 ربيع الأول، 1438هـ الموافق لـ2 ديسمبر 2016م. وعمل عضواً في لجنة الإدارة والموارد البشرية للسنة الرابعة في مجلس الشورى السعودي.

## الحياة التعليمية
- دكتوراه في الإدارة والتطوير الإداري من جامعة ولاية نيو مكسيكو 1997م.[3]
- ماجستير إدارة أعمال دولية جامعة ثندربيرد 1988م.[3]
- بكالوريوس العلوم في الفيزياء جامعة كاليفورنيا سانتا باربارا 1986م
- أربع سنوات في التدريس الأكاديمي حيث درس العلاقات الإنسانية، السلوك التنظيمي، السلوك الجماعي، التطوير التنظيمي، ونظرية التنظيم، وحاصل على شهادة التميز في التدريس عام 1994 م.
- متدرب على العديد من طرق التطوير التنظيمي، والتغير الشمولي الجذري للأفراد والمؤسسات.
- عضو في جمعية سيجما أيوتا ايبسيلون الشرفية في مجال الإدارة، نيو ميكسيكو 1992م.
- عضو المجلس الشرفي في جمعية فاي كابا فاي، نيو ميكسيكو 1993م.
- رسالة الدكتوراة في التغير الجذري والتغير والتطوير الشامل.

## الحياة المهنية
- رئيس مركز وصال التطويري.[3]
- رئيس شركة وصال التنمية.[3]
- شريك ورئيس مجلس إدارة شركة معاد الرؤى للتنمية الاجتماعية.
- نائب رئيس مجلس إدارة شركة الرباعيات للتجارة والصناعة.
- نائب رئيس شركة عبد الله وسعيد محمد عبيد بن زقر.
- عضو مجلس إدارة شركة بن زقر يونيلفر المحدودة، شركة بن زقر كورو المحدودة، شركة أيفون العربية للتجميل المحدودة.
- عضو سابق في مجلس إدارة الشركة العالمية للتأمين (رويال أند صن اللاينس).
- رئيس سابق لشركة المتاجر العربية المحدودة.

## عضويات المجالس واللجان
- عضو المجلس الاستشاري الشرفي لجامعة عفت.[3]
- عضو مجلس إدارة مركز خديجة بنت خويلد بالغرفة التجارية الصناعية بجدة.[3]
- مستشار متطوع سابق في مجالس ولجان عديدة لوزارة العمل شملت زيارات دولية لبعض الدول ومنظمة العمل الدولية بغرض تطوير بيئة العمل في المملكة.[3]
- رئيس وعضو سابق ل SIBN (شبكة الأعمال السعودية الهندية).[3]
- رئيس وعضو سابق في لجنة العلاقات الدولية بالغرفة التجارية الصناعية بجدة.
- مستشار سابق لرئيس منتدى جدة الاقتصادي ومستشار أكاديمي سابق ومتحدث في المنتدى لعدة سنوات.
- عضو سابق في مجلس جدة للتسويق.
- عضو سابق في لجنة تجارة التجزئة بالغرفة التجارية الصناعية بجدة.
- عضو سابق في المجموعة الاستشارية لصاحب السمو الملكي أمير منطقة المدينة المنورة.
- عضو سابق في مجلس الاستثمار لمنطقة المدينة المنورة.
- عضو سابق في لجنة الموارد البشرية المنبثقة من مجلس منطقة المدينة المنورة.
- عضو مؤسس سابق لمركز المدينة المنورة لتنمية المجتمع وعضو سابق في المجلس التنفيذي للمركز.
- عضو سابق للمجلس التنفيذي لمجموعة الأغر للفكر الاستراتيجي.
- عضو سابق في لجنة التدريب التعاوني للمؤسسة العامة للتعليم التقني والتدريب المهني بمحافظة جدة.

## وصلات خارجية
- موقع مجلس الشورى السعودي الرسمي.
- معرض صور مجلس الشورى السعودي[وصلة مكسورة].